# Siniegorje
Siniegorje – osiedle typu miejskiego w Rosji, w obwodzie magadańskim. Powstało w 1971 r. w związku z budową Kołymskiej Elektrowni Wodnej. W 2010 roku liczyło 2821 mieszkańców.